# Guttorm Berge
Guttorm Berge   (Oppland, 19 d'abril de 1929 - Bærum, 13 de març de 2004) fou un esquiador alpí noruec que va competir durant la dècada de 1950.
El 1952 va prendre part en els Jocs Olímpics d'Hivern d'Oslo, on va disputar dues proves del programa d'esquí alpí. Guanyà la medalla de bronze en l'eslàlom i fou tretzè en l'eslàlom gegant. Quatre anys més tard va prendre part, sense sort, als Jocs de Cortina d'Ampezzo.
En el seu palmarès també destaquen cinc campionats nacionals noruecs i tres campionats canadencs "open". Va estudiar al Whitman College, Middlebury College i Harvard.